# Babille
Babille – miasto w Etiopii, w regionie Somali.